# دانيلو سوديمو
دانيلو سوديمو (بالإيطالية: Danilo Soddimo)‏ (27 سبتمبر 1987 بروما في إيطاليا - ) هو لاعب كرة قدم إيطالي في مركز الوسط. شارك مع منتخب إيطاليا تحت 18 سنة لكرة القدم ومنتخب إيطاليا تحت 19 سنة لكرة القدم ومنتخب إيطاليا تحت 21 سنة لكرة القدم. أما مع النوادي، فقد لعب مع نادي أنكونا ونادي بيسكارا ونادي ساليرنيتانا ونادي سامبدوريا ونادي فروسينوني وايه إس دي سامبينديتيس كالتشيو ‏ ونادي غروسيتو.

## روابط خارجية
- دانيلو سوديمو على موقع قاعدة بيانات كرة القدم.إي يو (الإنجليزية)
- دانيلو سوديمو على موقع Soccerway.com (الإنجليزية)
- دانيلو سوديمو على موقع عالم كرة القدم.نت (الإنجليزية)
- دانيلو سوديمو على موقع AS.com (الإسبانية)